# Rudi Schäfer
Rudi Rupert Schäfer (* 4. April 1934 in Heilbronn) ist ein ehemaliger deutscher Gewerkschafter. Von 1988 bis 1999 war er Bundesvorsitzender der Gewerkschaft GdED (später Transnet).

## Leben und Beruf
Nach dem Besuch der Mittelschule begann Schäfer, Sohn eines Wagners und Stellmachers, 1948 eine Lehre bei der damaligen Deutschen Reichsbahn. Später studierte er an der Akademie der Arbeit in Frankfurt am Main und war danach bei der Deutschen Bundesbahn im mittleren Dienst tätig, zuletzt in der Bundesbahndirektion Stuttgart im Signal- und Fernmeldebüro.
Schäfer ist römisch-katholisch, verwitwet und Vater von zwei Kindern.

## Gewerkschaft
1952 begann Schäfer, zunächst ehrenamtlich, sein Engagement in der Gewerkschaft der Eisenbahner Deutschlands. 1960 wurde er zum Sekretär für Jugend und Berufsbildung im Hauptvorstand der GdED berufen, drei Jahre später wechselte er in den Bereich Personalwirtschaft, Rationalisierung und Arbeitszeit, 1968 wurde er Leiter dieser Abteilung. 1980 wechselte er in dieser Position in den Bereich Unternehmenspolitik, 1982 wurde er zum Bezirksleiter der GdED in Köln berufen. 1984 wurde er in den geschäftsführenden Vorstand der Gewerkschaft gewählt, dort war er für Tarifpolitik zuständig. 1987 wurde er zum stellvertretenden Vorsitzenden der Gewerkschaft gewählt, auf dem Gewerkschaftstag im Oktober 1988 in Nürnberg schließlich zum Bundesvorsitzenden. In diesem Amt wurde er 1992 und 1996 bestätigt. In seine Amtszeit fielen die Wiedervereinigung und der damit verbundene Zusammenschluss mit der ostdeutschen Gewerkschaft, sowie die Privatisierung und Umstrukturierung der Bundesbahn und der Deutschen Reichsbahn zur Deutschen Bahn AG. 1999 schied er altersbedingt aus dem Amt des GdED-Vorsitzenden aus.
Seit 1953 ist Schäfer zudem Mitglied der SPD.